# بات كونواي (سياسي)
بات كونواي (بالإنجليزية: Pat Conway)‏ هو سياسي أمريكي، ولد في 8 أكتوبر 1947 بسانت جوزيف في الولايات المتحدة. حزبياً، نشط في الحزب الديمقراطي. وقد انتخب عضو مجلس نواب ولاية ميسوري.